# Ernesto Ruffo Appel

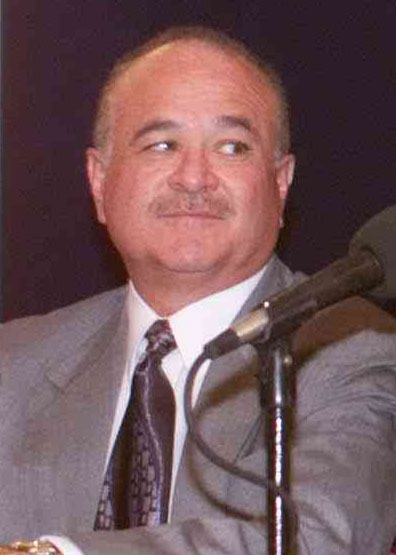
Ernesto Ruffo

Ernesto Ruffo Appel ( San Diego, 25 juni 1952) is een Mexicaans politicus van de Nationale Actiepartij (PAN).
Hij is geboren in de Verenigde Staten maar had Mexicaanse ouders. Hij studeerde aan de ITESM en sloot zich in 1985 aan bij de PAN. In 1989 werd hij tot gouverneur van Baja California gekozen. Daarmee was hij de eerste gouverneur in Mexico in meer dan een halve eeuw die niet afkomstig was van de Institutioneel Revolutionaire Partij.
Tegenwoordig is hij coördinator van migratiezaken aan de noordelijke grens. In 2006 heeft hij zich uitgesproken voor de legalisering van drugs.
- International Standard Name Identifier: 0000 0000 2992 5913
- Library of Congress Control Number: n92039628
- Virtual International Authority File: 75506013
- WorldCat: E39PBJmTpFCDpGhGKJ63YddWjC